# Exarchat apostolique du Venezuela des Melkites
L'exarchat apostolique des Melchites du Venezuela (en latin : Exarchatus Apostolicus Caracensis Graecorum Melkitarum ; en espagnol : Exarcado apostólico melquita de Venezuela) est un exarchat de l'Église grecque-catholique melkite au Venezuela directement soumis au Saint-Siège.

## Territoire
L'exarchat apostolique s'étend à tous les fidèles de l'Église grecque-catholique melkite du Venezuela. Le siège de l'exarchat est dans la ville de Caracas où se trouve la cathédrale Saint-Georges (es). Le territoire est divisé en 4 paroisses.

## Histoire
L'immigration catholique melchite au Venezuela, en particulier d'Alep en Syrie, remonte aux premières décennies du XXe siècle et s'est particulièrement intensifiée entre les deux guerres mondiales. En 1957, pour la première fois, un prêtre de la société des missionnaires de Saint Paul, Gabriel Dick, est nommé au sein de la communauté melkite du pays. L'exarchat apostolique est érigé le 19 février 1990 par la bulle Quo longius du pape Jean-Paul II.

## Exarques
- Boutros (Pierre) Raï, B.A (1990 - 1994)
- Georges Kahhalé Zouhaïraty, B.A (1995 - 2019)
- Joseph Khawam, B.A (depuis 2019)